# Georg von Schönerer

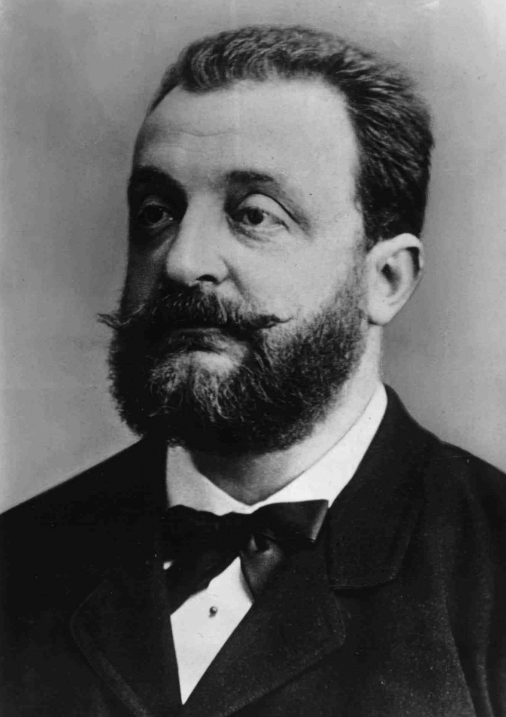
Georg von Schönerer rond 1890

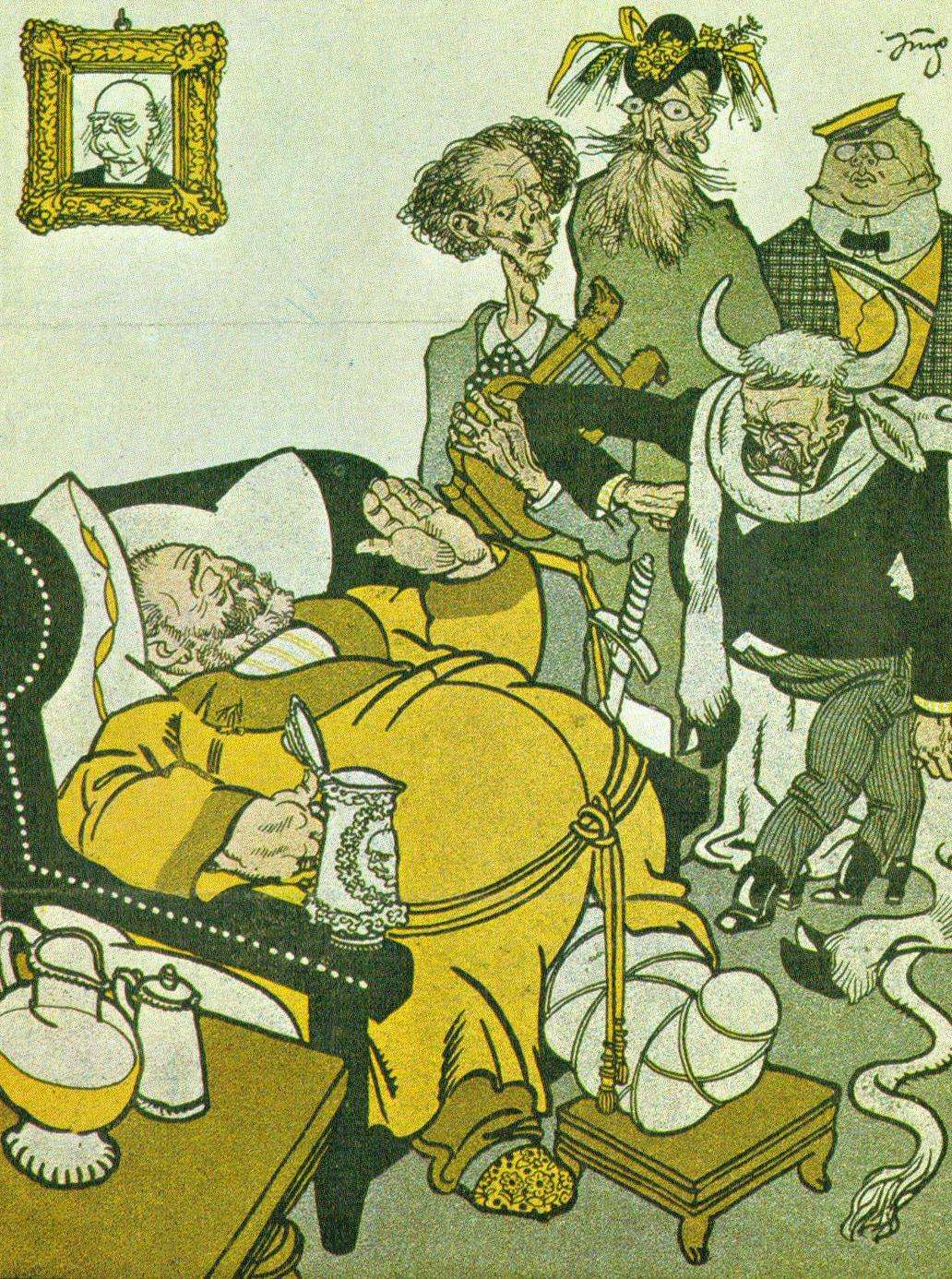
Karikatuur van Georg von Schönerer

Georg Heinrich Ritter von Schönerer (Wenen, 17 juli 1842 - Schloss Rosenau (Neder-Oostenrijk), 14 augustus 1921) was een Oostenrijkse grootgrondbezitter en toonaangevend politicus vanaf 1879 tot aan het begin van de 20e eeuw in de Duits-Nationale en later in de Pan-Duitse Partij in Oostenrijk. Als fervent tegenstander van de katholieke Kerk en radicaal antisemiet oefende hij een grote invloed uit op de jonge Adolf Hitler.

## Biografie
Hij was een zoon van de spoorweg-ondernemer Matthias Schönerer (1807-1881). Hij studeerde landbouw in Tübingen, Hohenheim en later in Ungarisch-Altenburg. Na zijn studies (1869) beheerde hij het landgoed van zijn vader te Rosenau bij Zwettl.
In 1873 werd hij voor de Deutsche Fortschrittpartei, de "Duitse Vooruitgangspartij ", in de volksvertegenwoordiging gekozen. Vanaf 1879 was hij aanvoerder van de Duits-Nationale Beweging in Oostenrijk. Schönerer toonde zich een tegenstander van zowel het Habsburgse patriottisme en de Katholieke Kerk als het liberalisme. Hij hing een völkisch-germanische ideologie aan. Zo riep hij in 1887 op de Christelijke kalender te vervangen door een "Germaanse" waarbij het jaar 113 v.Chr., de overwinning van Kimbren en Teutonen op de Romeinen, als het jaar 1 gold.
In 1888 overviel hij, in beschonken toestand, de redactie van het Neues Wiener Tageblatt en richtte vernielingen aan, omdat de krant (voortijdig) de dood van keizer Wilhelm I gemeld had. Schönerer werd tot vier maanden veroordeeld. Hij moest zijn mandaat als afgevaardigde vijf jaar neerleggen en zijn adellijke titel werd hem ontnomen. Hierdoor moest hij de leiding van de Duits-Nationale Beweging aan anderen overlaten. Toch was hij van 1897 tot 1907 weer lid van de Reichsrat, een belangrijk regeringsorgaan.

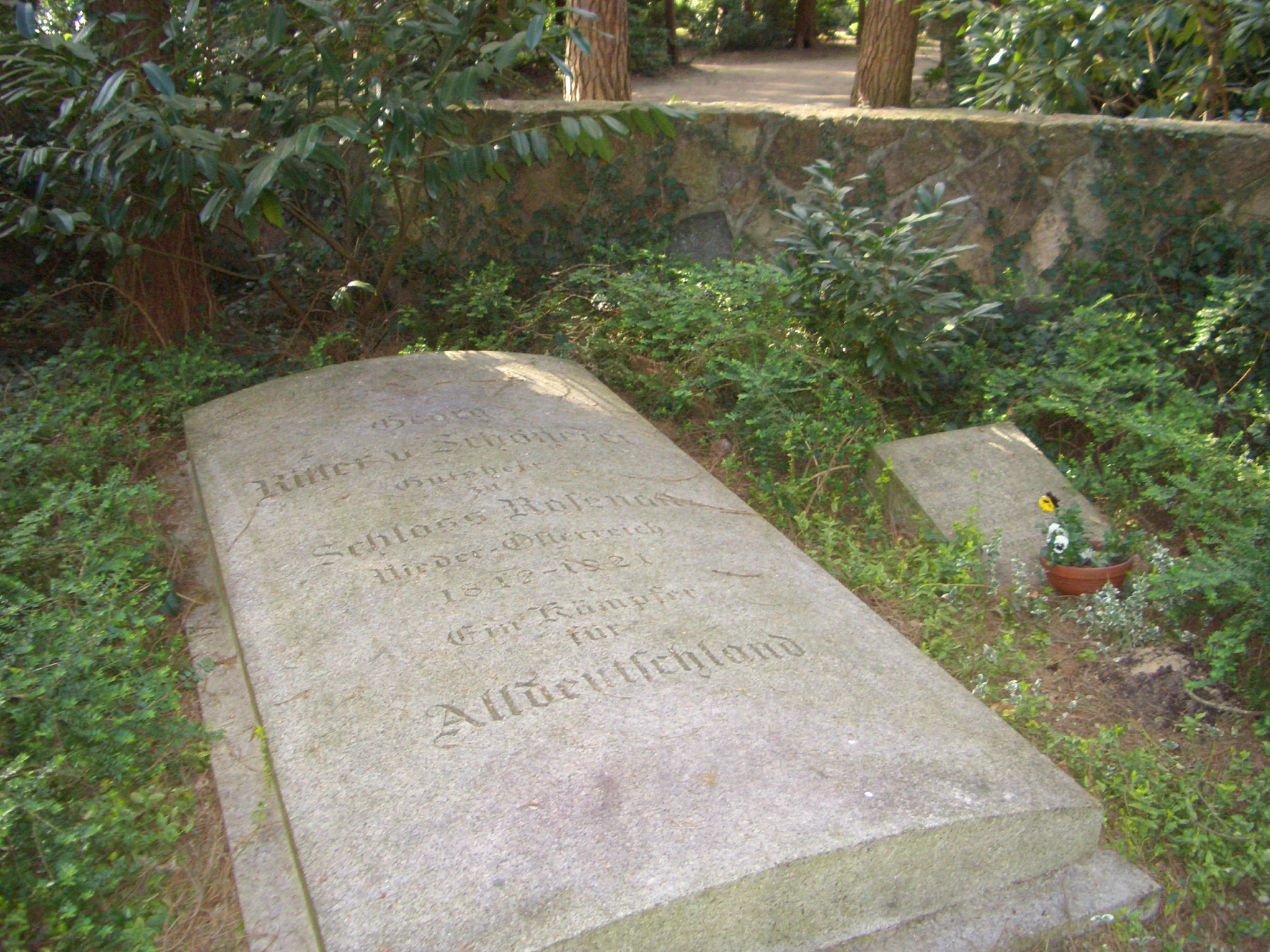
Graf van Georg von Schönerer

Zijn spreekbuis werd gevormd door het in 1881 opgerichte tijdschrift Deutsche Worte. Later, in 1883, de Unverfälschte Deutsche Worte en de kranten Alldeutsches Tagblatt, opgericht in 1903 en Grazer Wochenblatt. Zijn Alldeutsche Bewegung eiste in 1900 dat het Weense Parlement een premie zou uitloven voor iedere niedergemachten (dat wil zeggen "vermoorde") Jood. Hij verkondigde luidkeels het antisemitisme met leuzen als "Door reinheid tot eenheid - Zonder Juda, zonder Rome".
In 1917 kreeg Schönerer, door amnestie van keizer Karel I van Oostenrijk, zijn adellijke titel weer terug. Hij overleed in 1921 en werd, op zijn verzoek, in 1922 vlak bij de door hem bewonderde Otto von Bismarck in Friedrichsruh herbegraven.

## Lees ook
- Whiteside, Andrew G. (1975). The Socialism of Fools: Georg Ritter von Schönerer and Austrian Pan-Germanism. University of California Press.
- The Coming of the Third Reich/ Richard J. Evans (Pages 42–45) Publisher=Penguin Group, ISBN 1-59420-004-1 (hc.), ISBN 0143034693 (pmk.)

## Bron
Dit artikel of een eerdere versie ervan is een (gedeeltelijke) vertaling van het artikel Georg von Schönerer op de Engelstalige Wikipedia, dat onder de licentie Creative Commons Naamsvermelding/Gelijk delen valt. Zie de bewerkingsgeschiedenis aldaar.